# Universität Hamburg in der Nachkriegszeit (1945–1951)

Siegel der Universität Hamburg

In der unmittelbaren Nachkriegszeit, im Sommersemester 1945, blieb die Hamburger Universität geschlossen. Im Wintersemester 1945/46 wurde sie als Universität Hamburg wiedereröffnet. Die verwaltungsmäßige Zuständigkeit für die Universität lag im betreffenden Zeitraum bei der von Senator Heinrich Landahl geleiteten Hamburger Schulbehörde. Universitätsoffizier war der Brite Mister Edwards.

## Rektoren
Erster Rektor nach dem Ende des Zweiten Weltkrieges und dem Zusammenbruch des nationalsozialistischen Staates war der von der Britischen Besatzungsmacht ernannte Anglist Emil Wolff. Ihm folgten der Rechtswissenschaftler Rudolf Laun, der Physikochemiker Paul Harteck und der Psychosomatiker Arthur Jores.

## Lehrende
Befürworter, Gegner und Opfer des Nationalsozialismus lehrten in den ersten Jahren nach Kriegsende an der Universität Hamburg: Curt Bondy sowie Siegfried Landshut waren Verfolgte des Nationalsozialismus. Alfred Marchionini hatte ab 1938 in der Türkei im Exil gelebt. Rudolf Degkwitz und Bruno Snell zählten zu den Gegnern der Nationalsozialisten. Zeitweilig in Internierungshaft beziehungsweise im Automatischen Arrest befanden sich Hans Demme, Fritz Fischer sowie Paul Harteck. Wilhelm Felgentraeger gehörte zu den Gründungsmitgliedern des Notverbandes der amtsverdrängten Hochschullehrer, des späteren Notverbandes vertriebener Hochschullehrer. Von der an der Universität Hamburg auch gegebenen Schwierigkeit im Umgang mit Hochschullehrern, welche ihre Lehrtätigkeit 1933 hatten aufgeben müssen, zeugt das Beispiel des Literaturwissenschaftlers Walter A. Berendsohn.

### Mathematisch-Naturwissenschaftliche Fakultät
Lehrkörpermitglieder der Mathematisch-Naturwissenschaftlichen Fakultät waren der Anthropologe Walter Scheidt, der Astronom Otto Heckmann, der Botaniker Gustav Bredemann, die Chemiker Kurt Heyns, Hans Heinrich Schlubach und Heinrich Remy, der Forstwissenschaftler Franz Heske, der Geograph Albert Kolb, die Mathematiker Wilhelm Blaschke, Max Deuring, Helmut Hasse, Erich Hecke, Ernst Witt sowie Hans Julius Zassenhaus, der Meteorologe Paul Raethjen, der Mineraloge Hermann Rose, der Naturwissenschaftler Adolf Meyer-Abich, die Physiker Erich Bagge, Rudolf Fleischmann, Pascual Jordan,  Wilhelm Lenz sowie Heinz Raether, der Physikochemiker Paul Harteck, die Wirtschaftsgeographen Erich Otremba und Gottfried Pfeifer sowie die Zoologen Berthold Klatt und Herbert Weidner.

### Medizinische Fakultät
An der Medizinischen Fakultät lehrten die Chirurgen Georg Ernst Konjetzny und Albert Lezius, die Dermatologen Joseph Kimmig sowie Alfred Marchionini, der Gynäkologe Theodor Heynemann, die Neurologen Hans Demme und Heinrich Pette, die Pädiater Rudolf Degkwitz sowie Karl-Heinz Schäfer, der Pharmakologe Eduard Keeser, der Psychiater Hans Bürger-Prinz, der Psychosomatiker Arthur Jores, der Radiologe Hermann Holthusen, der Rechtsmediziner Erich Fritz, der Sozialhygieniker Hans Harmsen und der Tropenmediziner Ernst Georg Nauck.

### Philosophische Fakultät
Zu den Lehrenden der Philosophischen Fakultät gehörten der Afrikanist August Klingenheben, der Anglist Emil Wolff, die Klassischen Archäologen Gerhard Kleiner und Eugen von Mercklin, der Ethnologe Franz Termer, die Historiker Hermann Aubin, Fritz Fischer, Paul Johansen, Walther Lammers, Hans Rudolph sowie Egmont Zechlin, die Indologen Ludwig Alsdorf und Walther Schubring, der Kunsthistoriker Wolfgang Schöne, der Orientalist Bertold Spuler, die Pädagogen Wilhelm Flitner, Walther Merck sowie Hans Wenke, die Klassischen Philologen Ulrich Knoche, Ulrich Pretzel und Bruno Snell, die Philosophen Josef König, Kurt Leese sowie Kurt Stavenhagen, die Phonetiker Giulio Panconcelli-Calzia und Otto von Essen, der Politologe Siegfried Landshut, der Psychologe Curt Bondy, der Romanist Hellmuth Petriconi, die Sinologen Wolfgang Franke sowie Fritz Jäger und der Volkskundler Walter Hävernick.

### Rechts- und Staatswissenschaftliche Fakultät
Die Professoren für Betriebswirtschaftslehre Curt Eisfeld und  Hans Seischab, die Rechtswissenschaftler Wilhelm Felgentraeger, Rudolf Laun sowie Leo Raape und der Wirtschaftswissenschaftler Karl Schiller lehrten an der Rechts- und Staatswissenschaftlichen Fakultät.

## Studierende

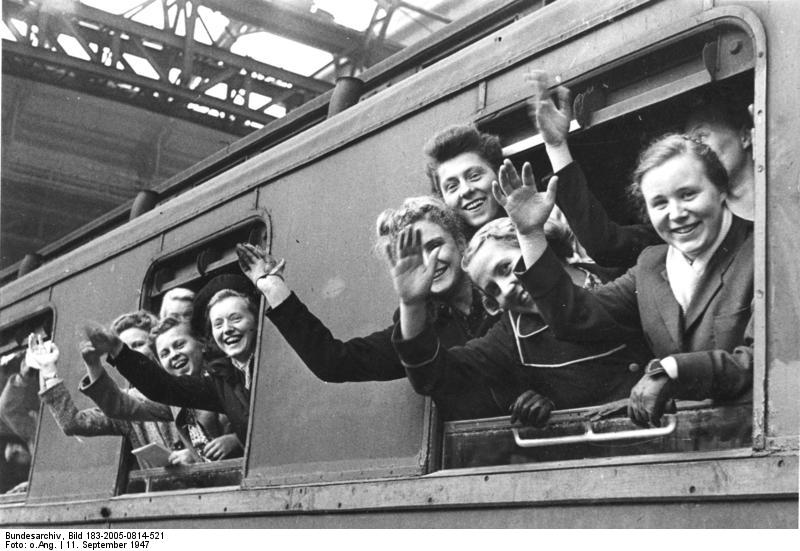
Hamburg 1947, Studenten fahren nach England

2872 Studierende waren im ersten Nachkriegssemester an den vier Fakultäten der Hamburger Universität immatrikuliert: 952 (33,14 %) an der Medizinischen, 812 (28,27 %) an der Rechts- und Staatswissenschaftlichen und 601 (20,92 %) an der Philosophischen Fakultät. Geringere Zulassungszahlen als die Philosophische wies 1945/46 allein die Mathematisch-Naturwissenschaftliche Fakultät mit 506 (17,61 %) Studierenden auf.
In den Jahren 1945 bis 1950 erhielten insgesamt 10.565 Bewerber einen Studienplatz an der Universität Hamburg: 2655 Frauen und 7910 Männer. Der Frauenanteil an der Gesamtzahl der Zugelassenen betrug 25 %.
Zum Zeitpunkt der Immatrikulation waren zwischen 1945 und 1950 durchschnittlich 83 % (8742) der Studierenden ledig. 14 % (1428) sind verheiratet gewesen.
Der größte Teil der Studierenden, 83 % (8797), gehörte der evangelischen Kirche an, der zweitgrößte Teil, 9 % (935), der katholischen.
39 % (4091) der Studierenden waren in Hamburg beziehungsweise in den Gebieten geboren worden, die 1937/38 durch das Groß-Hamburg-Gesetz eingemeindet wurden. 28 % (2936) stammten aus den Flucht- und Vertreibungsgebieten.
30 % (3251) der Studierenden gaben an, dass ihr Vater eine Hochschule besucht hatte. 12 % (1293) bejahten die Frage nach einem Hochschulbesuch des Großvaters.
Zu den an der Universität Hamburg in der Nachkriegszeit Immatrikulierten gehörten Conrad Ahlers, Hans-Christian Albrecht, Burchard Franck, Günter Harte, Helmuth Kern, Jürgen Ponto, Horst Sanmann, Helmut Schmidt und Peter Weinert. Weinert zählte zu den Gründungsmitgliedern des 1950 ins Leben gerufenen Deutschen Komitees des World University Service.

### Mitgliedschaft in nationalsozialistischen Organisationen
Im Zeitraum 1945 bis 1950 schrieben sich 1984 Studierende ein, die bereits während des Nationalsozialismus an der Hamburger Universität studiert hatten. Für diese können Angaben hinsichtlich ihrer Zugehörigkeit zu nationalsozialistischen Organisationen gemacht werden: Mehr als 60 % von den genannten 1984 waren nachweisbar Mitglied in mindestens einer nationalsozialistischen Organisation gewesen.

### Studentische Vertretung
Am 15. Mai 1945 bildeten etwa 20 Studierende eine Vertretung, die schon während der Zeit des Nationalsozialismus immatrikuliert gewesen waren. Im August 1945 wurde diese von der Britischen Besatzungsmacht anerkannt. Die Besatzungsmacht erteilte zugleich den Auftrag, demokratische Wahlen zu der Vertretung vorzubereiten. Gewählt wurde in Hamburg Ende des Jahres 1946. Die erste gewählte studentische Vertretung nannte sich Zentralausschuss der Studentenvereinigungen in Hamburg beziehungsweise Zentralausschuß der Hamburger Studentenschaft. Einer der Initiatoren des sogenannten ZA war Hoimar von Ditfurth. Im Frühjahr 1947 wurde der Name Allgemeiner Studenten-Ausschuss (AStA) der Universität Hamburg angenommen. AStA-Vorsitzende waren in der Nachkriegszeit u. a. Ernst-Georg Pantel und Ingeborg Retzlaff.

### Studentische Vereinigungen
Im Jahr 1948 existierten an der Hamburger Universität nachstehende studentische Vereinigungen:
- Politische Gruppen (Sozialistischer Deutscher Studentenbund, Liberale Studentengruppe Hamburg, Kommunistische Studentengruppe Hamburg, Studentische Arbeitsgemeinschaft für Völkerrecht und Friedenspolitik, Internationaler Studentischer Arbeitskreis der Kriegsdienstgegner (IAK) – Hochschulgruppe Hamburg),
- Christliche Gruppen (Evangelische Studentengemeinde, Katholische Studentengemeinde, SMD Hamburg),
- sogenannte Ausländerclubs (Internationaler Studentenverein an der Universität Hamburg (Verein der Ausländischen Studenten an der Universität Hamburg)),
- Verbindungsähnliche Gemeinschaften (Studenten-Club „Hansea“, Katholischer Studentenverein „Albingia“, Wissenschaftlicher Katholischer Studentenverein Petrus Canisius),
- Kulturelle Gruppen (Hamburger Studentenbühne) und
- sonstige Vereinigungen (Hamburger Akademischer Club, Studentenunion).[2]

#### Historischer Club
Ende des Jahres 1949 gründeten Studierende den sogenannten Historiker Club, der 1951 umbenannt wurde in Historischer Club. Dessen Mitglieder machten es sich zur Aufgabe, Studienanfängern Hilfestellungen zu geben. Von den Clubmitgliedern durchgeführte beziehungsweise gemeinsam besuchte Vorträge und Diskussionsveranstaltungen sollten ebenso wie Ausflüge dazu beitragen, ein Gemeinschaftsgefühl entstehen zu lassen. Auch wurde der Kontakt zu exmatrikulierten Studierenden der Geschichtswissenschaft gehalten. Der in der Nachkriegszeit entstandene Club bestand bis 1969.

### Hamburger Akademische Rundschau
Die erste studentische Zeitschrift, die in der Britischen Besatzungszone lizenziert wurde, war die Hamburger Akademische Rundschau. Am 6. Juni 1946 erhielt der an der Universität Hamburg eingeschriebene Germanistikstudent Karl Ludwig Schneider von der Militärregierung die Lizenz. Schneider hatte der Weißen Rose Hamburg angehört. Zur Redaktion der Zeitschrift zählte auch Hans-Joachim Lang. Die Hamburger Akademische Rundschau erschien bis zum Januar 1950.